# George Roth
George Roth (n. 25 aprilie 1911, Los Angeles, California, SUA – d. 31 octombrie 1997, Studio City⁠(d), California, SUA) a fost un gimnast artistic ce a reprezentat Statele Unite ale Americii, medaliat olimpic. A participat la o ediție a Jocurilor Olimpice (1932) în care a câștigat o medalie de aur.

## Participări
Lista de mai jos prezintă principalele competiții la care a participat George Roth de-a lungul carierei.
- gymnastics at the 1932 Summer Olympics – men's Indian clubs[*]